# ペダニウス・ディオスコリデス
ペダニオス・ディオスコリデスまたはペダニウス・ディオスクリデス（古希: Πεδάνιος Διοσκορίδης, 羅: Pedanius Dioscorides, 40年頃 - 90年）は、ローマ帝国期のギリシア語著述家、医者、薬理学者、植物学者である。薬理学と薬草学の父と言われる。小アジアのキリキアのアナザルブスの出身で、ローマ皇帝ネロの治世下の古代ローマで活動した。
ギリシア・ローマ世界の至るところで産する薬物を求めて、おそらく軍医として方々を旅する機会があり、その経験を活かして『薬物誌』（『ギリシア本草』とも表記）をまとめた。ディオスコリデス自身が「理論より事実を、書物より自分の観察を重視して編集した」と記している通り、非常に明快で実用的な本草書であり、ガレノス医学と並び、1,500年以上の長きにわたり西洋の薬学・医学の基本文献だった。薬学史家の大槻真一郎は、『薬物誌』を中国医学最高の本草書と比し「西洋本草綱目」と呼んでいる。
ディオスコリデスの著作は他に、単味剤をあつかった小論があったといわれている。

## 『薬物誌』

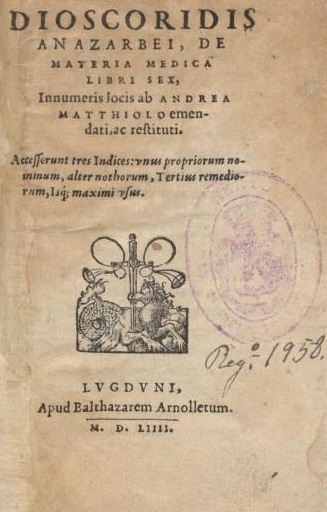
『薬物誌』（en）表紙

### 歴史
ディオスコリデスは、全5巻からなる『薬物誌』または『ギリシア本草』（古希: Περὶ ὕλης ἰατρικῆς）を、母語であるギリシア語で著した。日本では、ラテン語版のタイトル（羅: De Materia Medica libri quinque、逐語訳：「医薬の材料について」五書）を略して『デ・マテリア・メディカ』とも通称される。ガレノスが著書で、もっとも完全な本草書と称賛しており、1世紀後半に書かれたと思われる。100年後の紀元2世紀の終わりには、ローマ世界に広く浸透した。
もともとテキストのみであったが、原著が公にされて100年後には、おそらくクラテウアス（Krateuas または Cratevas）の本草書の彩色図を参考に、図版が付記された。クラテウアスはミトリダテス6世の侍医であり本草学者で、ディオスコリデスは『薬物誌』で彼に言及している。
ヒポクラテス、ガレノスら他のギリシャ医学の文献と同様アラビアに伝わり、ギリシャ・アラビア医学（ユナニ医学）に取り入れられた。アラビア医学を代表するイブン・スィーナーは、主著『医学典範』の薬物に関する2巻・5巻を、『薬物誌』を典拠に執筆し、この本は後世の医学に大きな影響を与えた。
『薬物誌』は、ヨーロッパでは1600年頃まで用いられ、植物学・本草学に関して、ヨーロッパの歴史上もっとも影響を与えた書物となった。多くの古代ギリシアの書物は、異教の文化としてヨーロッパで一度失われ、西洋文化の中心であったアラビアよりもたらされたり、中世盛期からルネサンス期に再発見されたものであるが、本書はそれらと異なり古代より途絶えることなく流布していた。
西ローマ帝国の国力が落ちるにつれ、知力は低下し、ギリシャ語を使う人間も少なくなり、医書・本草書の内容は通俗化した。ディオスコリデスやガレノスのラテン語訳も作られたが、知力低下の影響は避けられなかった。また中世ヨーロッパでは、『薬物誌』は「プラトン学派のアプレイウスの本草書」とされた「偽アプレイウスの本草書」など、通俗化した医書と内容が混成される場合も少なくなかった。
アラビア語には、854年にはすでにギリシャ語から直接翻訳がなされた。この訳は不完全なものであったが、948年までにすべてのアラビア語圏に出回っていた。10世紀、13世紀にも新たなアラビア訳が作られた。
近世の植物学にも強い影響を与え、オットー・ブルンフェルスやレオンハルト・フックスなど、16世紀ドイツの初期の植物学者たちの植物書は、ディオスコリデスに負うところが絶大であり、続くイギリスの植物書においても、ジョン・ジェラードらが盛んに引用している。18世紀のイギリスの植物学者ジョン・シブソープは、「ウィーン写本」を基に、『薬物誌』に記載された植物を探し出し確認する作業を終生行い、植物画家フェルディナント・バウアーと共に収集・研究を行った。彼の死後、研究はジョン・リンドリーが引き継ぎ、1840年に『ギリシア植物誌』として完成した。
『薬物誌』は、長きにわたって植物学・薬草学における権威であり、結果的にその分野の停滞を招いた。また、あまりに長きにわたり広範囲で利用されたため、問題も多く起こった。繰り返される写本・翻訳により誤記や誤訳が起こり、図版は、模写による改変や魔術的・占星術的解釈によって劣化していった。ギリシャ・ローマから離れた植生の違う地域では、似た植物を当てはめて利用され、悲惨な結果を招くことがあった。
このためにディオスコリデスを批判する人もあるが、彼の功績は疑いようもない。彼は膨大な情報を集めて取捨選択し、簡潔で合理的な体系にまとめ、観察と経験を基に知見を付与した。その規模や徹底した方針は、先人をはるかにしのいでいた。ディオスコリデスはプリニウスと同時代の人物であり、彼と同様に豊富な資料を駆使できたと考えられる。それまでの薬学上の膨大な資料を検討し、栄養になるものはすべて取り入れたと考えられているが、古代ギリシャの植物学者テオプラストスへの言及はほとんどない。大槻真一郎は、薬効に注目したディオスコリデスと植物そのものに注目したテオプラストス、両者の趣向の観点の違いのためであろうと述べている。
また、植物学・薬草学の歴史上重要な文献であるというだけでなく、古代のギリシア人やローマ人やその他の文化における薬草の知識や使用法を知ることができるという点で貴重である。さらに、すでに失われたダキア人やトラキア人の言葉の植物の名前が記録されている。

### 内容
医学の父とされるヒポクラテスが知っていた薬剤が130種類ほどであったのに対し、ディオスコリデスは1,000近い自然の生薬を上げており、植物薬600、鉱物約90、動物約35であった。現在の消毒薬、抗炎症薬、鎮痙薬、興奮剤、避妊剤にあたり、症状に合わせた調合法、投薬量、使い方を指示している。その大半は、当時のローマ社会を反映し、避妊・堕胎・妊娠・出産にかかわるものだった。紹介された薬剤のうち、100種類以上が現在でも使われているが、現代的意味で単味で薬物効果が認められるものは少なく、香味剤、緩和剤、希釈剤として役立つものである。当時は、テリアカなど多数の薬からなる複合薬もあったが、ディオスコリデスが扱うものは単独の、いわゆる単味剤であった。
その治療法は、ヒポクラテスの体液病理説に則ったものであった。ただし、四体液説・四性質説（四大元素説）を明確に打ち出したガレノスほど、そういった傾向が鮮明に表れていたわけではなく、薬物の性質を体液説ですべて説明しようとしていたわけではない。
ディオスコリデスの時代には、薬用植物の分類は形式化し、アルファベット順であったり、外見の類似で行われたりしていた。ディオスコリデスはこれを良しとせず、薬物を人体への影響を基準に分類した。ディオスコリデスは病気や薬に関して新しい考え方を示したわけではないが、『薬物誌』はきわめて実践的で実用性が高かった。症状がわかれば、本書で治療法を探すことができたのである。
- 第1巻：香料、香油、軟膏、樹脂、樹皮、果実を産する草や木
- 第2巻：動物、その乳、蜜、脂肪、穀物、食用野菜
- 第3巻・第4巻：根・液汁などいわゆる薬草、種子類
- 第5巻：酒精類、鉱物類

### 写本

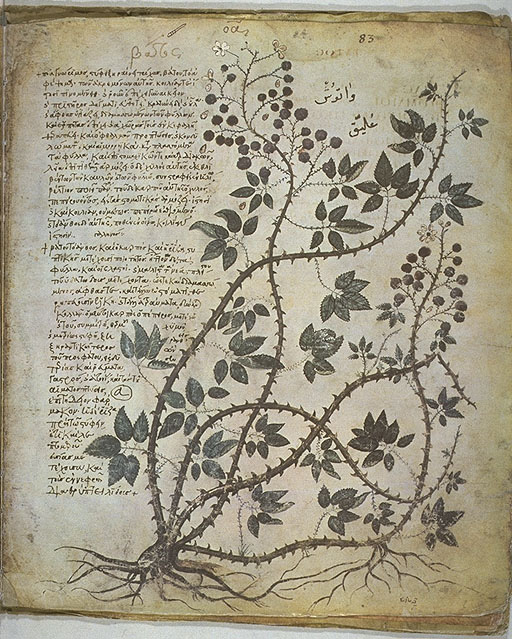
6世紀の「ウィーン写本」より、ブラックベリー

何世紀もの間、薬草学の普及に力を入れていた修道院で写本がつくられ、ギリシア語版以外にもラテン語訳が少なくとも7種類、アラビア語訳が3種類、それ以外に8か国以上に翻訳された。それらの写本にはしばしば注釈が書き加えられたり、アラビアやインドの文献に由来する若干の増補がなされた。特にアラビア由来の加筆部分はイスラム圏の薬草学の進歩を反映している。庭園史研究家のペネロピ・ホブハウスは、異なる時代の写本が少なくとも23冊残っていると述べている。
挿絵のついた写本が多く残っており、その一部は古く5世紀から7世紀にまで遡る。写本には『薬物誌』に忠実な並びの第1群と、アルファベット順に並べ替えた「ディオスコリデス・アルファベティクス」系統の第2群の写本がある。前者で優れたものは、パリのフランス国立図書館が所蔵する「パリ写本」（Parisinus graecus 2179.）で、羊皮紙製で9世紀のものである。後者は西ローマ帝国皇帝オリブリオス帝の娘アニキア・ユリアナ（462年 - 527/528年）に献上された「ウィーン写本」で、羊皮紙製で515年頃に作成された。また、第1群の写本をウィーン写本と混ぜたものもあり、「アトス写本」（12世紀）と呼ばれる写本がアトス山に残されている。

### 画像

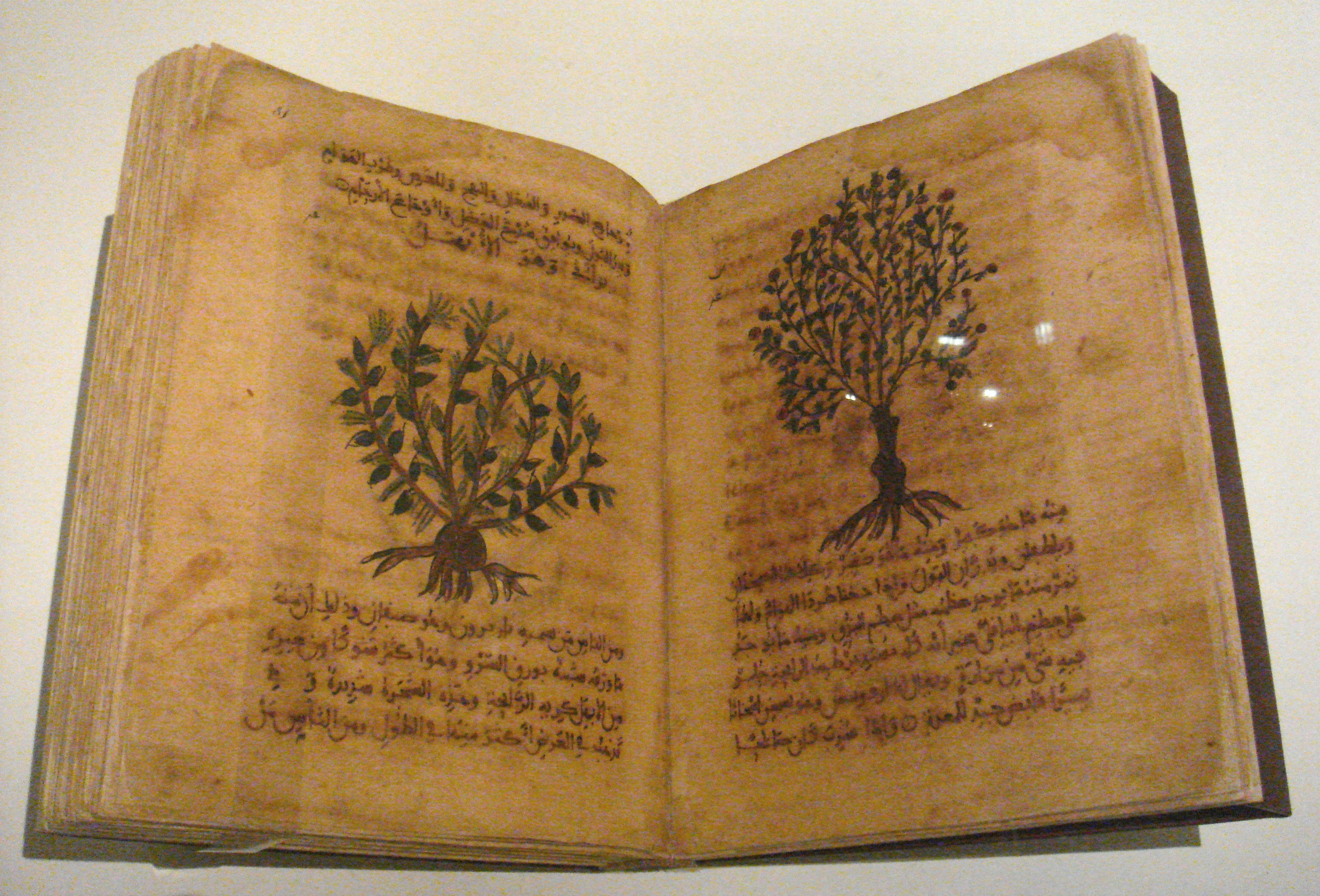
『薬物誌』アラビア語版、スペイン、12–13世紀
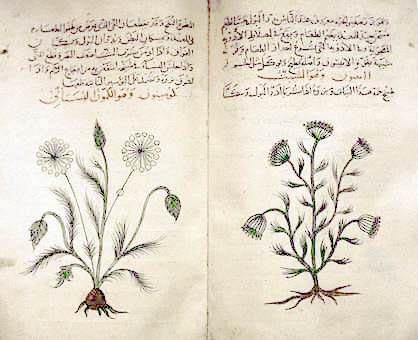
ディオスコリデス以降のアラビア語の本草書より、クミンとディル (1334年頃)、大英博物館蔵
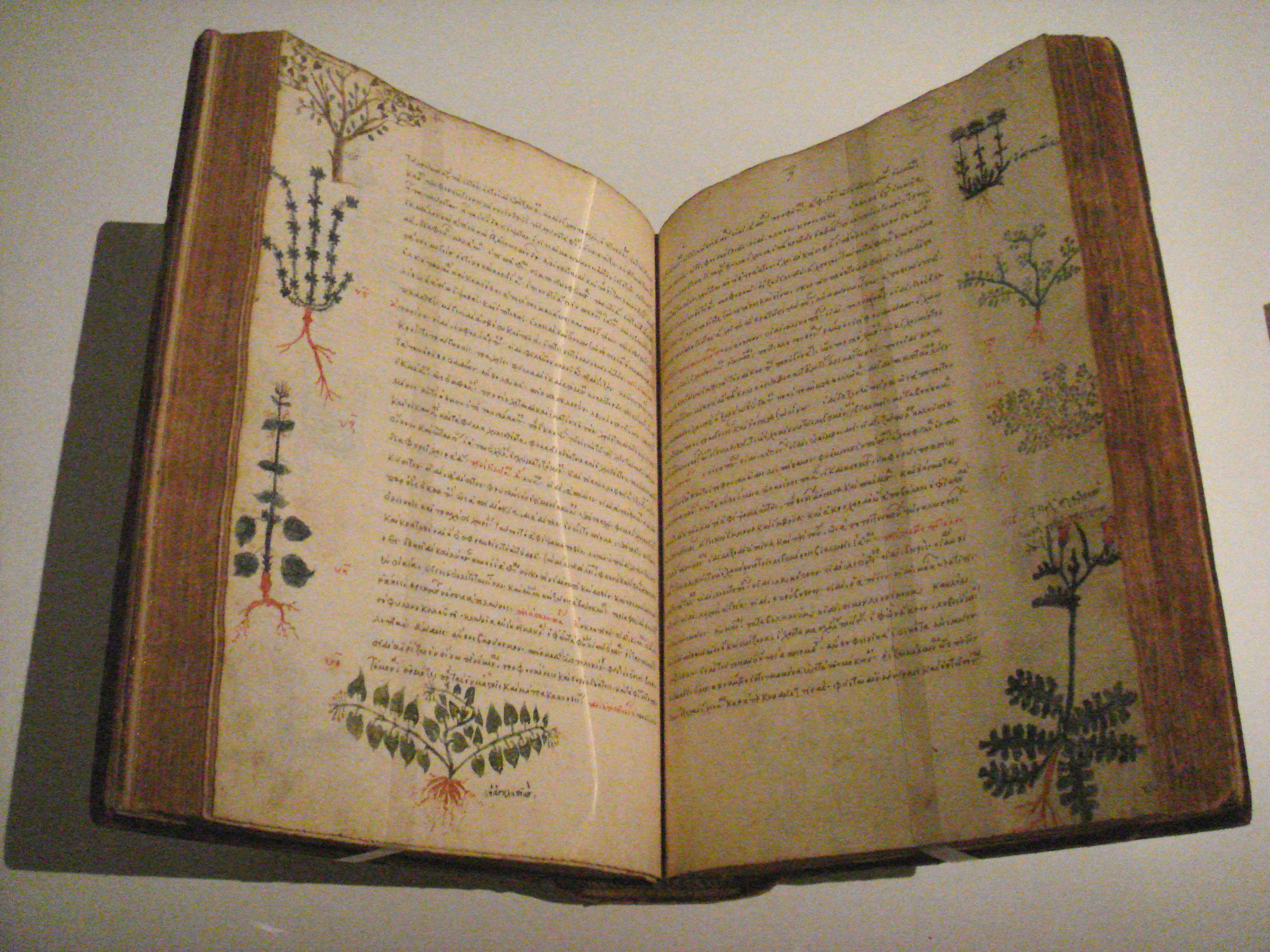
『薬物誌』東ローマ帝国、15世紀

## 紅色染料の発見
ディオスコリデスがブリタニアで軍医として働いていたとき、地元の人々が「オークの小さな果実」と呼ぶものを発見した。これの正体はカーミンカイガラムシという豆粒大の昆虫で、オークの木から採取したカイガラムシを磨り潰して煮ると、鮮やかな紅い染料が採れた。当時、紅い染料はアカネの根で染めていたオレンジがかかった赤と、辰砂と呼ばれる赤色の天然顔料があったが、カイガラムシの染料はアカネの根の赤よりも鮮やかで、水銀鉱で採れる辰砂よりも安全に採取できた。
ディオスコリデスの発見した紅い染料は、ネロ帝の時代の華美な空気にあっていたため、瞬く間に広まることになった。新たに昆虫採取産業が興り、スペインのようにカイガラムシがたくさん採れたローマの属州では税金の代わりに袋詰めにしたカイガラムシを納めることもできたという。

## 日本語訳・研究
- 『ディオスコリデスの薬物誌』小川鼎三 他編・鷲谷いづみ訳（ジョン・グッディヤー訳(1655年)・ロバート・T・ガンサー校訂 The Greek herbal of Dioscorides  Hafner Publishing Company, Inc., 1934 の翻訳）
  - 大槻真一郎『ディオスコリデス研究』エンタプライズ、1983年。 NCID BN03618650。全国書誌番号:88035890。
- 「ディオスコリデス『薬物誌』訳注」 岸本良彦 訳、明治薬科大学研究紀要 人文科学・社会科学 (39)、2009年、明治薬科大学
- 「ディオスコリデス『薬物誌』」 岸本良彦、明治薬科大学研究紀要 人文科学・社会科学 (40)、2010年、明治薬科大学
- 「ディオスコリデス『薬物誌』全5巻序文」「ディオスコリデス『薬物誌』第1巻(修正版)」「ディオスコリデス『薬物誌』第5巻」岸本良彦、明治薬科大学研究紀要 人文科学・社会科学 (41)、2011年、明治薬科大学
  - 『ディオスコリデス 薬物誌』岸本良彦訳注、八坂書房、2022年。ISBN 978-4896942965